# 12341 Calevoet
12341 Calevoet este un asteroid din centura principală de asteroizi.

## Descriere
12341 Calevoet este un asteroid din centura principală de asteroizi. A fost descoperit pe 27 ianuarie 1993 la Caussols de Eric Walter Elst. Asteroidul prezintă o orbită caracterizată de o semiaxă mare de 2,38 ua, o excentricitate de 0,22 și o înclinație de 3,2° în raport cu ecliptica.